# Родріго Васкес
Родріго Васкез повне ім'я Родріго Вазкес Рафаель Шроедер (6 грудня 1969 року, Чилі) — чилійський шахіст, гросмейстер. Він був чемпіоном Чилі з шахів у 1989, 1992 та 2004 роках.

## Шахова кар'єра
Васкес Шроедер грав за Чилі на шахових олімпіадах 1990, 1998, 2004, 2010 і 2012 років  Також брав участь у Чемпіонаті світу з шахів ФІДЕ 2004 року, і вилетів у першому раунді від Франсіско Вальехо Понса. 

## Зовнішні посилання
- Особова картка  на сайті ФІДЕ
- Партії  в базі Chessgames